# 八王子市立弐分方小学校
八王子市立弐分方小学校（はちおうじしりつ にぶかたしょうがっこう）は、東京都八王子市弐分方町にある公立小学校。

## 概要
本校の「たてわり班活動」は、子供たちの中に「引き継がれる文化」として存在している。この「異学年交流」は、人と関わり合い、つながり合いながら学んでいくことの喜びにつながっている。

### 学級規模
- 生徒数は1学年50名、2学年54名、3学年51名、4学年54名、5学年54名、6学年50名 合計313名（2022年4月1日現在）[学 3]
- 学級数は1学年2、2学年2、3学年2、4学年2、5学年2、6学年2 合計12（2022年4月1日現在）[学 3]
- 教員数は20人、職員2人[1]

## 沿革
- 1979年（昭和54年）
  - 4月 - 元八王子小学校を学区分割して弐分方小学校開校（児童566名移籍）[学 4][学 5]。
  - 6月 - 遊具設定
  - 7月 - プール完成
- 1985年（昭和60年）3月	造形砂場完成
- 2004年（平成16年）9月 - 耐震工事完了
- 2005年（平成17年）4月 - 弐分方小学童保育所開所
- 2006年（平成18年）10月 - 相談室・支援室設定
- 2008年（平成20年）1月 - 八王子市研究協力校研究発表会開催
- 2009年（平成21年）
  - 4月 - 小中一貫教育モデル校報告
  - 5月 - 放課後子ども教室開設
- 2011年（平成23年）
  - 1月 - 八王子市教育委員会研究指定校研究発表会
  - 11月 - 普通教室空調機設置
- 2012年（平成24年）1月 - 八王子市教育委員会研究指定校研究発表会（小中一貫教育）開催
- 2014年（平成26年）11月 - 八王子市教育委員会研究指定校　研究発表会開催（特別活動）
- 2017年（平成29年）11月 - 八王子市教育委員会研究指定校　研究発表会開催（特別活動）
- 2021年（令和3年）2月 - 八王子市教育委員会研究指定校　研究発表会（国語）＊紙面発表

## 通学区域
大楽寺町と当校周辺。通学区域一覧・通学区域図（学校別） - 八王子市教育委員会

## 小中一貫教育
八王子市の小中一貫教育の方針に則り、元八王子中学校で、教員研修で連携・協力を深めながら、義務教育9年間を見通した小中一貫教育を推進している。

## 学校教育目標
- 役に立つ喜びを知る子
- かしこい子
- やさしい子
- げんきなこ

## 進学先中学校
- 城山中学校

## 交通アクセス
- JR中央線の西八王子駅下車。
  - 北口バス乗り場から、西東京バスで「グリーンタウン高尾」行きに乗車。「二分方小学校」停留所下車　徒歩1分。

## 著名な出身者
- ファンキー加藤-歌手
- 細貝悠-政治家

## トピック
大変寛容だったこの通学区域でも、児童の遊びへの住民感情が急激に変わってきたようで、次のとおり学校は呼び掛けている状況がある。

### 公園などでの遊び方について
周りの方々に御迷惑をおかけすることがないよう、引き続き見守り・声掛けをお願いする。

### 学校への連絡について
- 教職員の勤務時間は平日8：15～16：45である。
- 来校する場合は、事前にご連絡する。
- 迷惑行為などについては、警察・交番等に通報し、その後学校に連絡する。[3]